# ユメノ銀河
『ユメノ銀河』は、1997年冬に公開された日本映画。
夢野久作の小説『少女地獄・殺人リレー』を石井聰亙監督が映画化。全編白黒映画。主演は小嶺麗奈と浅野忠信。

## あらすじ
ある地方都市でバスの車掌をしているトミ子は、別の町に暮らす友人のツヤ子が事故死した事を知る。彼女は婚約者の新高が運転するバスに同乗していて、事故にあったのだ。トミ子は、ツヤ子の家で見た新高の写真が、最近車掌たちの間で噂の殺人鬼にそっくりだと聞かされる。ツヤ子は新高に殺されたかもしれないという疑惑を抱くトミ子。そんな中、新高がトミ子の勤めるバス会社に就職し、彼女とコンビを組むことになるが…。

## キャスト
- 友成トミ子：小嶺麗奈
- 新高竜夫：浅野忠信
- 山下智恵子：京野ことみ
- 月川ツヤ子：黒谷友香
- アイ子：真野きりな
- 松浦ミネ子：松尾れい子
- 黒トンビの客：嶋田久作
- 恵比寿：鄭義信
- 強面：池田武志
- ツヤ子の姉：近藤結宥花
- ツヤ子の母：本阿弥周子

## スタッフ
- 製作：須崎一夫
- 企画：伊藤靖浩、神野智
- プロデューサー：下田淳行、鎌田健一
- 原作：夢野久作『少女地獄・殺人リレー』
- 監督・脚本：石井聰亙
- 助監督：藤江義正
- 撮影：笠松則通
- 照明：豊見山明長
- 美術：磯見俊裕
- 編集：鈴木歓
- 音楽：小野川浩幸